# Piperophos
Piperophos ist eine 1:1-Mischung (Racemat) von zwei isomeren chemischen Verbindungen aus der Gruppe der Phosphordithioate und Piperidine. Es wurde 1969 als selektives Herbizid von Ciba-Geigy eingeführt.

## Gewinnung und Darstellung
Piperophos kann ausgehend von 2-Methylpiperidin durch Reaktion mit Chloressigsäurechlorid und O,O-Dipropyldithiophosphat gewonnen werden.

## Verwendung
Piperophos wirkt durch Hemmung der Synthese langkettiger Fettsäuren (VLFCA). Es wird gegen Ungräser im Saat- und Pflanzreisbau eingesetzt, oft in Kombination mit Dimethametryn, um gleichzeitig auch Unkräuter zu bekämpfen.

## Zulassung
In Deutschland, Österreich und der Schweiz ist Piperophos in keinem zugelassenen Pflanzenschutzmittel enthalten.

## Toxikologie
Piperophos ist antiandrogener endokriner Disruptor.